# Tricoloma groc
El tricoloma groc o pixaconill blanc (Tricholoma sejunctum) és un fong  basidiomicet de la família Tricholomataceae. No és verinós, però és un bolet comestible molt mediocre que no sol consumir-se. És molt comú, i aflora des de l'estiu fins a l'hivern en boscos de planifolis, especialment roures, alzines, bedolls o faigs. El seu basiònim és Agaricus sejunctus Sowerby 1799. La seva nomenclatura binomial, sejunctum, significa "separat, diferent".

## Descripció
És un bolet de grans dimensions, presenta un píleu de fins a 12 centímetres de diàmetre, que s'obre fins a prendre una forma enfonsada, freqüentment amb un petit mamelló al centre. La cutícula és viscosa en ambients humits, i mat quan s'asseca. Presenta tonalitats olivàcies, marró fosc, groc clar i groc verdós. L'estípit (micologia) és blanc, cilíndric i massís amb tonalitats blanques i groguenques, i arriba als 8 centímetres d'alçada. La seva carn és blanca i amarga, i la zona directament sota la cutícula pren color groguenc al contacte amb l'aire. La seva olor és farinosa. Les  làmines són de color clar, blanques o groguenques, ventrudes i adherides a l'estípit, amb nombroses osques a la vora. L'espora és blanca.